# Districtul Bensekrane
Bensekrane este un district din provincia Tlemcen, Algeria.